# 长丝𩷶
长丝𩷶（学名：Pangasius sanitwangsei）为𩷶科𩷶属的鱼类。在中国，分布于澜沧江下游水系等，属于大型肉食性鱼类。其主要栖息于较大主河道。该物种的模式产地在泰国湄南河。